# Hypopterygium elatum
Hypopterygium elatum là một loài Rêu trong họ Hypopterygiaceae. Loài này được Tixier mô tả khoa học đầu tiên năm 1966.